# Dominic Lockhart
Dominic Johnny Lockhart (* 3. Juli 1994 in Schweinfurt) ist ein deutscher Basketballspieler. Seit 2024 steht er bei den Rostock Seawolves unter Vertrag.
Der ehemalige Jugend- und Juniorennationalspieler spielte in Gießen, 2013 wechselte er zu den EWE Baskets Oldenburg. Er gewann mit dem „Farmteam“ BAWE/Oldenburger TB die Meisterschaft der ProB 2013/14 und erhielt die individuelle Auszeichnung als Youngster des Jahres der ProB. Später wurde er fester Bestandteil von Oldenburgs Erstligakader, ehe er seine Laufbahn bei anderen Bundesligisten fortsetzte.

## Karriere
Lockhart spielte als Jugendlicher im Nachwuchsbereich des TV Wetzlar.
Ab 2010 spielte U16-Nationalspieler Lockhart für die Jugendmannschaft der 46ers aus Gießen in der Nachwuchs-Basketball-Bundesliga (NBBL). In der ProB-Saison 2011/12 wurde der 17-jährige Lockhart auch in Spielen bei den Herren eingesetzt und startete mit dem 46ers-Kooperationspartner VfB Gießen in der dritthöchsten Spielklasse. Hier wurde er schnell zum Leistungsträger mit über 20 Minuten Einsatzzeit pro Spiel, doch der Vorjahresaufsteiger erreichte mit nur zwei Siegen in der Hauptrunde der Gruppe Süd die schlechteste Ausbeute aller Mannschaften der Liga und scheiterte in den Play-downs am erneuten Klassenerhalt. In der folgenden Regionalliga-Saison verpasste man den direkten Wiederaufstieg.
Nachdem die Gießen 46ers, bei denen Lockhart keine Einsatzzeit in der ersten Mannschaft der höchsten Spielklasse gesehen hatte, ebenfalls nach der Basketball-Bundesliga 2012/13 erstmals aus der höchsten Spielklasse abgestiegen waren, wechselte Lockhart zum damaligen Vizemeister EWE Baskets nach Oldenburg. Bei den EWE Baskets gab Lockhart in der Basketball-Bundesliga 2013/14 in vier Kurzeinsätzen sein Debüt in der höchsten deutschen Spielklasse. Sehr erfolgreich spielte Lockhart mit einer Doppellizenz beim „Farmteam“ des Erstligisten, einer Kooperation der Basketball-Akademie Weser-Ems (BAWE) mit dem Stammverein Oldenburger Turnerbund (OTB). In der ProB 2013/14 erreichte die Mannschaft einen vierten Platz in der Nordgruppe und zog in den Play-offs bis in die Finalspiele ein, in denen man den direkten Vergleich gegen die Mannschaft aus Baunach gewinnen konnte, das Farmteam des Erstliga-Konkurrenten Brose Baskets. Während die Baunacher das mit dem Erreichen der Finalspiele verbundene Aufstiegsrecht in die zweithöchste Spielklasse ProA wahrnahmen, blieben die Oldenburger in der ProB, in der neben einer Ehrung für Trainer Drijenčić Nachwuchsspieler Lockhart die Auszeichnung als Youngster des Jahres der ProB verliehen bekam. Mit der Juniorennationalmannschaft des DBB kam Lockhart bei der U20-Europameisterschaft 2014 wie bei seinen vorherigen Teilnahmen mit Jugendauswahlmannschaften erneut nur auf eine Platzierung im hinteren Drittel der A-Gruppe der besten europäischen Auswahlmannschaften. Während Lockhart dem Farmteam BAWE/OTB als Leistungsträger in der ProB 2014/15 erhalten blieb, kam er in der Basketball-Bundesliga 2014/15 nun auch regelmäßig in der höchsten Spielklasse zum Einsatz, wobei er in der Hinrunde durchschnittlich knapp neun Minuten Einsatzzeit pro Spiel bekam. Der endgültige Durchbruch zum Stammspieler in Oldenburgs Erstligamannschaft gelang ihm aber nicht.
Mit dem Ziel mehr Spielpraxis zu erhalten, schloss sich Lockhart zur Saison 2017/2018 Erstligist BG Göttingen an. Im August 2017 nahm er mit der deutschen Studierendennationalmannschaft an der Sommer-Universiade 2017 in Taipeh teil. Anfang November 2017 wurde er erstmals in die deutsche A-Nationalmannschaft berufen und gab im ersten Länderspiel unter dem neuen Bundestrainer Henrik Rödl, am 25. November 2017 im WM-Qualifikationsspiel gegen Georgien seinen Einstand. In Göttingen gelang Lockhart der Sprung zum vollwertigen Bundesligaspieler, was er spätestens in der Saison 2018/19 unter Beweis stellte, als er bei 33 Einsätzen 24 Mal in der Anfangsaufstellung der Niedersachsen stand und im Schnitt 7,1 Punkte erzielte und 3,9 Korberfolge seiner Mannschaftskollegen vorbereitete. Der für seine Verteidigungsarbeit bekannte Lockhart folgte im Sommer 2020 Trainer Johan Roijakkers von Göttingen zum Bundesligakonkurrenten Brose Bamberg.
Im Sommer 2022 wechselte Lockhart innerhalb der Bundesliga zu den Niners Chemnitz. Er gewann mit der Mannschaft im April 2024 den europäischen Wettbewerb FIBA Europe Cup. Nach dem Ende des Spieljahres 2023/24 nahm Lockhart ein Angebot des Bundesligisten Rostock Seawolves an.